# ヘタ川
ヘタ川（ヘタがわ、Kheta、ロシア語: Хета）は、ロシアシベリア北部のクラスノヤルスク地方を北東へ流れる川である。南から来るコトゥイ川と合流してハタンガ川となる。その水は最終的には北極海のラプテフ海に注ぐ。
中央シベリア高原北部の一番高い部分にあるプトラナ台地に発するアヤン川（Ayan）とアヤクリ川（Ayakli）の二つが合流しヘタ川となる。9月末から10月初めにかけて凍結し、5月末から6月前半にかけて氷が解ける。主な支流に、ボヤルカ川（Boyarka）、マイメチャ川（Maimecha）、ボガニダ川（Boganida）などがある。